# Лазар Стоев
Лазар Нанов Стоев е български фелдшер и политик, кмет на Орхание от началото на 1932 г. до 1933 г.
По време на неговото управление е финансиран план за корекция на Стара река. Извършени са статистически проучвания за общинските имоти, добитъка и броят на домакинствата.